# Польове (Джанкойський район)
Польове́ (до 1945 року — Кара-Тотанай, крим. Qara Totanay) — село Джанкойського району Автономної Республіки Крим. Населення становить 535 осіб. Орган місцевого самоврядування - Майська сільська рада. Розташоване в центрі району.

## Географія
Польове - село на південному сході району, у степовому Криму, у верхів'ях степової річки Стальна (зараз - колектор Північно-Кримського каналу), висота над рівнем моря - 22 м . Сусідні села: Кіндратове за 1,5 км на північний захід, Октябр за 3,5 км на північний схід, Майське за 3,5 км на південний схід, Совєтське за 3 км на південь і Рубинівка за 3,5 км на південний захід. Відстань до райцентру - близько 18 кілометрів, найближча залізнична станція - Азовська (на лінії Джанкой-Феодосія) - близько 5 км.

## Історія
Перша документальна згадка села зустрічається в Камеральному Описі Криму ... 1784 року, судячи з якого, в останній період Кримського ханства  Тотанай  входив в Насивський кадилик Карасубазарського каймакамства . Після приєднання Криму до Російської імперії (8) 19 квітня 1783 року , на території колишнього Кримського Ханства була утворена Таврійська область і село була приписане до Перекопського повіту . 
Згідно «Пам'ятної книги Таврійської губернії за 1867 рік», село Каратотанай була покинуте мешканцями в 1860-1864 роках, у результаті еміграції кримських татар, особливо масової після Кримської війни 1853-1856 років, в Османську імперію і заселена німцями-колоністами. У «Списку населених місць Таврійської губернії за відомостями 1864 рок», складеному за результатами VIII ревізії 1864 року, Кара-Тотанай - сільська громада німецьких колоністів, з 4 дворами і 15 жителями при колодязях, але далі ніде в доступних джерелах згадка німецького населення не зустрічається.
Після звільнення Криму від німців в квітні 12 серпня 1944 року було прийнято постанову № ГОКО-6372с «Про переселення колгоспників в райони Криму»  та у вересні 1944 року в Азовський район Криму приїхали перші новосели (162 сім'ї) з Житомирської області, а на початку 1950-х років пішла друга хвиля переселенців з різних областей України . Указом Президії Верховної Ради Російської РФСР від 18 травня 1948 року Кара Татанайський і Аксюру-Конрат об'єднали і перейменували в Польове .

## Населення

### Мова
Розподіл населення за рідною мовою за даними перепису 2001 року:
| Мова                | Відсоток |
| ------------------- | -------- |
| російська           | 44,11%   |
| кримськотатарська   | 30,65%   |
| українська          | 24,11%   |
| білоруська          | 0,94%    |
| інші/не визначилися | 0,19%    |